# Albert Rais
Pour les articles homonymes, voir Rais.
Albert Rais, né le 13 mars 1888 à La Chaux-de-Fonds et décédé le 11 novembre 1973 dans la même ville, était un avocat,  homme politique membre du Parti radical-démocratique et juge fédéral suisse.

## Biographie
Albert Rais est né le 13 mars 1888 à La Chaux-de-Fonds. Il est le fils du pasteur François Joseph Albert Rais et de Marie Elise, elle-même fille de l'homme politique Arnold Grosjean. Il effectue des études de droit aux universités de Neuchâtel, Berne et Paris. Il est également admis au barreau en 1912 et obtient son brevet de notaire en 1915.
Après avoir obtenu son diplôme, Rais travaille comme avocat à La Chaux-de-Fonds jusqu'en 1942. Il est par ailleurs président de la Chambre horlogère suisse de 1935 à 1942. Il est ensuite juge au Tribunal fédéral de 1943 à 1956. Par la suite, Rais est président du conseil d'administration de l'imprimerie Courvoisier et du journal L'Impartial à La Chaux-de-Fonds à partir de 1957.
Après son divorce avec sa première épouse Blanche Germaine, fille de Jämes Alfred Guyot, il épouse en secondes noces Gertrude née Gessler. Albert Rais est décédé le 11 novembre 1973 à La Chaux-de-Fonds.

## Carrière politique
Albert Rais, membre du Parti radical-démocratique, est élu au Grand Conseil du canton de Neuchâtel en 1925. Il en est le président en 1929 et il y reste jusqu'en 1942. De plus, il siège au Conseil national de 1928 à 1942.